# 扁頭離鮡
扁頭離鮡，為輻鰭魚綱鯰形目鮡科的其中一種，為溫帶淡水魚類，分布於亞洲印度阿魯納恰爾邦及中國西藏淡水流域，體長可達19.8公分，棲息在底層水域，生活習性不明。